# Toru Takemitsu
Toru Takemitsu (japansk: 武満 徹 Takemitsu Tōru, (født 8. oktober 1930, død 20. februar 1996) var en japansk komponist.
Han var i mange år den dominerende skikkelse i japansk musik.
Hans musik forener træk af vestlig modernisme med traditionel japansk musik. Selv siger han, at han først forstod traditionel japansk musik, da han havde lært den vestlige avantgarde at kende.